# Guerre civili seleucidi
Le guerre civili seleucidi furono una serie di guerre di successione combattute tra esponenti (veri o presunti) di diversi rami della dinastia seleucide e da alcuni sovrani ribelli per il controllo dell'Impero seleucide. La prima ebbe inizio nel 152 a.C., sotto il regno di Demetrio I Sotere, che finì spodestato e ucciso dal ribelle Alessandro I Bala. Ne seguirono molte altre, con l'avvicendamento sul trono di molti sovrani diversi in contrapposizione fra loro, di volta in volta sostenuti dal Regno d'Egitto e da altri Stati stranieri.
I conflitti dinastici si perpetuarono per gli ultimi novant'anni di vita dell'Impero seleucide e ne segnarono il declino inesorabile. L'Impero, un tempo maggiore potenza dell'Oriente ellenistico, si restrinse quindi alle dimensioni degli odierni Libano e Siria, subì l'annessione al Regno d'Armenia di Tigrane II nell'83 a.C. e, infine, dopo una breve restaurazione della vecchia monarchia seleucide, fu definitivamente soppresso dai romani nel 64 a.C.

## Antefatti
Sconfitto dai romani nella guerra siriaca, il re seleucide Antioco III fu costretto, in base ai termini della pace di Apamea (188 a.C.), ad inviare a Roma come ostaggi diversi membri della casata reale. Ciò dette modo alla Repubblica romana di influenzare la successione al trono seleucide.

### La successione di Antioco IV Epifane
Alla morte di Antioco III (187 a.C.) salì al trono Seleuco IV Filopatore, il quale fu assassinato nel 175 a.C. A succedergli non fu suo figlio Demetrio, trattenuto ancora a Roma come ostaggio, bensì suo fratello Mitridate, che assunse il nome Antioco IV Epifane. Ancora alla morte di Antioco IV nel 164 a.C. il Senato romano non rilasciò Demetrio, preferendo che sul trono seleucide salisse il figlio dell’Epifane, Antioco V Eupatore, che era ancora un ragazzino.
La prima crisi successoria, preludio delle successive guerre civili, esplose appunto alla salita al trono di Antioco V Eupatore. Suo padre, prima di partire per la sua ultima campagna militare, aveva nominato reggente e tutore del giovane erede il suo ministro Lisia. Questi si trovava però in Palestina, impegnato a combattere i ribelli ebrei guidati da Giuda Maccabeo. Profittando della sua assenza, un certo Filippo, uno dei Philoi (“amici”, era un titolo onorifico delle corti ellenistiche), dichiarò di essere stato insignito della reggenza al posto di Lisia per volontà di Antioco IV in punto di morte. Lisia fu quindi costretto a concludere frettolosamente un accordo con i Maccabei, per fare ritorno ad Antiochia e sconfiggere Filippo.

### L'ascesa di Demetrio I
Demetrio, figlio di Seleuco, non aveva rinunciato alle proprie ambizioni. Fuggì da Roma e raggiunse Tripoli, dove si proclamò nuovo re. Suo cugino, il giovane Antioco V, ed il suo reggente Lisia, vennero messi a morte prima ancora che egli raggiungesse Antiochia. Demetrio si impose quindi come re di Siria nel 162 a.C.
Demetrio I non si dimostrò all'altezza della difficile situazione in cui versava l'Impero seleucide, pressato dall'esterno, oberato di debiti e messo a dura prova da ribellioni interne. Il suo maggiore successo fu la riannessione della regione della Babilonide, ove il satrapo Timarco aveva cercato di farsi re (160 a.C.). Gli abitanti attribuirono per questo a Demetrio l'epiteto di Soter ("salvatore"). In compenso le usanze che aveva acquisito durante la sua permanenza a Roma lo facevano apparire come uno straniero ed era per questo disprezzato dalla popolazione. Invano egli cercò di riappacificarsi con Roma. Al contrario, la sua ambizione di restaurare il ruolo dell'Impero seleucide come potenza egemone in Oriente impensierirono fortemente i governanti dei paesi vicini e nella sua stessa corte, i quali presero a complottare per destabilizzare la sua posizione o persino ad eliminarlo fisicamente.

## Alessandro I Bala contro Demetrio I Sotere (152 a.C. - 150 a.C.)
Eracleide, ex-ministro bandito dal regno a seguito della caduta di suo fratello Timarco, trovò un potenziale candidato al trono seleucide da opporre a Demetrio I in un certo Bala. Era questi un uomo di umili origini di Smirne, il quale aveva fatto fortuna grazie all'amicizia del re di Pergamo Attalo II. Somigliava molto al defunto Antioco IV Epifane, zio di Demetrio I, per cui cominciò a sostenere di essere un figlio illegittimo di Antioco. Che le sue pretese dinastiche avessero un qualche fondamento è incerto, ma ciò presumibilmente importava poco ai nemici di Demetrio, i quali si accordarono per sostenerlo economicamente e militarmente. Bala, che assunse il nome Alessandro, si presentò ai suoi benefattori sulle colline della Cilicia, presso il sovrano locale Zenofane. In particolare parteggiavano per lui Attalo II (o Eumene II) di Pergamo, Ariarate IV di Cappadocia e Tolomeo VI d'Egitto. Successivamente Eracleide lo accompagnò a Roma per presentarlo al Senato, il quale, pur non intervenendo poi nella guerra, gli garantì il riconoscimento della Repubblica.
Nel 152 a.C. Alessandro Bala sbarcò a Tolemaide e rivendicò apertamente il trono seleucide. Tolemaide venne scelta soprattutto per la sua vicinanza all'Egitto suo alleato. Da nord la Siria venne invece invasa dalle armate guidate da Zenofane di Cilicia.
Demetrio I, sperando di mettere in sicurezza il confine con l'Egitto, cercò di venire a patti con gli ebrei, ancora in rivolta, e tentò di persuadere il loro capo Gionata a combattere per lui. Alessandro Bala inviò delle lettere di amicizia a sua volta, promettendo a Gionata più autonomia e la nomina a Sommo sacerdote. Fu lui che alla fine ottenne il favore dei Maccabei. Le forze di Demetrio vennero quindi strette in una morsa sia da nord che da sud. Le armate contrapposte avevano ancora più o meno la medesima dimensione.
Nel 151 circa Alessandro iniziò ad estendere il suo controllo sulla costa fenicia, prendendo Tiro, Sidone e Berito, assistito dalla flotta tolemaica. Rinforzato il proprio esercito con mercenari e disertori provenienti dalle file di Demetrio, Alessandro si ritenne pronto per un confronto diretto. Nel 150 a.C. si susseguirono due battaglie. Nella prima prevalsero i lealisti. Alessandro ottenne però la vittoria decisiva fuori Antiochia nel 150 a.C. Il fianco sinistro di Demetrio si scontrò col destro di Alessandro, avanzando nel campo nemico. Demetrio venne sbalzato da cavallo e continuò a combattere appiedato, ma venne ben presto circondato e ucciso dai suoi nemici. La guerra si concluse quindi con l'insediamento sul trono seleucide di Alessandro I Bala, il quale sposò la principessa egiziana Cleopatra Tea, figlia di Tolomeo VI.

## Demetrio II Nicatore contro Alessandro I Bala (147 a.C. - 145 a.C.)
A Demetrio I sopravvissero due suoi figli di nome Demetrio e Antioco, i quali durante la guerra civile erano stati portati l'uno a Cnido l'altro a Side per porli al riparo da Alessandro Bala. La tutela del giovane Demetrio fu assunta dal capitano Lastene, il quale in suo nome iniziò a raccogliere un'armata di mercenari a Creta per riportarlo sul trono paterno. Nel 148/147 a.C. Lastene si sentì pronto per muovere all'attacco e sbarcò in Cilicia. Essendo Demetrio ancora circa quattordicenne, fu lui a condurre tutte le operazioni.
Alessandro Bala intanto si era rivelato un sovrano ozioso e incompetente, che lasciava tutti gli affari di stato nelle mani di un suo favorito di nome Ammonio. In poco tempo aveva perso gran parte del sostegno che gli aveva permesso di spodestare Demetrio I Sotere. Tra i primi ad abbandonarlo ci fu Apollonio, il suo governatore in Palestina, il quale fu però sconfitto dagli ebrei di Gionata Maccabeo, che assediò Jaffa e sconfisse Apollonio presso Azoto, città che fu poi saccheggiata e il suo tempio, dedicato a Dagon, distrutto. Alessandro Bala ricompensò Gionata col dominio della città di Accaron, gli ordinò però di continuare a presidiare la Palestina per evitare disordini tra i soldati ebrei e quelli ellenici a nord.
Il conflitto inizialmente procedette a rilento. L'armata di Lastene, composta in gran parte da mercenari, era relativamente piccola ma al contempo troppo costosa per le risorse di Demetrio. Alessandro Bala però era riluttante a dargli battaglia, sperando di raccogliere prima più soldati dalle satrapie più lontane. Nel 148 a.C. molti uomini erano stati inviati contro i Parti, che erano stati sconfitti da Cleomene, la cui vittoria era stata commemorata da una grande statua di Ercole eretta al Passo Bisitun.
Presto si mise in marcia da sud l'esercito egiziano, guidato dal re Tolomeo VI Filometore, vecchio alleato nonché suocero di Alessandro. Egli, con il pretesto di correre in suo aiuto, sperava di aumentare la sua influenza in Siria e occupò gran parte della linea costiera della Palestina e della Fenicia, ponendo guarnigioni nelle città che incontrava man mano che avanzava. Il suo esercito era composto da professionisti della guerra, aveva una notevole dimensione e vantava una discreta esperienza in fatto di battaglie, fattori che si dimostrarono decisivi a questo punto dello scontro. Tuttavia, quando arrivò in Siria, Tolomeo VI ruppe improvvisamente con Alessandro Bala, dichiarò nullo il matrimonio con lui di sua figlia Cleopatra Tea e la offrì invece in moglie a Demetrio, chiedendo in cambio la cessione della Celesiria e della Palestina. La motivazione di questo voltafaccia fu un (presunto) attentato alla sua vita ordito da Ammonio, il favorito di Alessandro Bala. Allora anche i governatori di Antiochia, Ierace e Diodoto, disperando in una vittoria di Alessandro, offrirono la corona di Siria al re d'Egitto. Tolomeo temporeggiò per un mese, ma alla fine, forse temendo un'obiezione da parte di Roma, declinò l'offerta e riconobbe le pretese al trono di Demetrio.
Nell'estate del 145 a.C., con forze che lo storico Giuseppe Flavio definisce "un grande e numeroso esercito", Alessandro fronteggiò le armate di Demetrio e Tolomeo. Attraversando l'Amano nelle pianure della Siria, Alessandro iniziò a saccheggiare la campagna attorno ad Antiochia. Lo scontro si consumò nei pressi della città, al fiume Enoparo. Demetrio e Tolomeo batterono Alessandro. Tolomeo venne sbalzato da cavallo, cadendo a terra e fratturandosi il cranio. Alessandro fuggì con cinquecento picchieri in Arabia, cercando rifugio presso un principe amico. Due suoi ufficiali, Heliades e Casius, lo assassinarono e consegnarono la sua testa a Tolomeo, negoziando in cambio il perdono. Tolomeo cinse la corona seleucide per un paio di giorni, prima di morire tra le mani dei suoi chirurghi per le conseguenze della frattura. L'armata egiziana allora fece ritorno in patria e le guarnigioni lasciate a presidio della Fenicia furono cacciate dal paese.
Demetrio II Nicatore rimase il solo signore del regno. La sua situazione restava però oltremodo delicata. La Siria usciva fortemente impoverita di fondi e di uomini dalla guerra. Il potere di Demetrio restava basato quasi esclusivamente su mercenari, in particolare cretesi, che non erano leali né amati dalla popolazione ed il cui mantenimento era esoso. Il capitano Lastene venne nominato ministro delle finanze ed ottenne il governo di Antiochia, con pesanti conseguenze per il giovane re.

## Diodoto Trifone contro Demetrio II Nicatore (144 a.C. - 139 a.C.)
Demetrio II Nicatore era ancora giovane, pesantemente limitato dalle ingerenze della moglie Cleopatra Tea e dei suoi ministri, specie il capitano Lastene, e quindi del tutto inadeguato a governare la precaria situazione dell'Impero seleucide. Cercò di consolidare la propria posizione con feroci repressioni, che aumentarono molto il generale malcontento. Le pesanti tasse, necessarie al mantenimento dei mercenari che gli avevano assicurato la vittoria contro Alessandro, lo resero ancora più odiato. Per smorzare il problema, Lastene convinse il re a rinunciare alla guarnigione di Antiochia ed a spostare i Cretesi in altre città. Impossibilitato però a reclutare un esercito regolare per sostituirli, Demetrio II si rivolse a Gionata Maccabeo, leader della rivolta ebraica, passato dalla sua parte dopo la caduta di Alessandro, il quale gli fornì un contingente di guerrieri ebrei per proteggerlo. Costoro si distinsero nella sanguinosa repressione di una protesta popolare ad Antiochia, nel corso della quale una grande parte della capitale sira fu incendiata. A neanche un anno dall'insediamento del nuovo re, perciò i focolai della guerra civile riesplosero.
Diodoro Siculo riporta che Alessandro Bala, similmente a come aveva fatto Demetrio I Sotere prima di lui, aveva inviato all'estero il proprio figlio ed erede, per metterlo al sicuro dai suoi nemici nel caso fosse stato sconfitto. Il principe Antioco, un bambino di pochi anni, era stato affidato ad un certo Iamblico, un capo arabo amico di Alessandro. Iamblico fu poco tempo dopo persuaso a cedere la tutela del giovane a Diodoto, un ex-generale di Alessandro passato a Demetrio II, il quale lo proclamò re col nome di Antioco VI Dioniso e dette inizio ad una nuova ribellione ad Apamea.
Apamea, al tempo chiamata Pella, era il principale centro militare della regione, con una scuderia reale che addestrava elefanti, l'Ufficio di Guerra (Stratiotikon Logisterion) ed un'accademia militare. La città e le sue vicinanze si estendevano sin quasi a Larissa, con una popolazione greco-macedone di gran lunga più numerosa che ad Antiochia. Larissa a sua volta era il quartier generale della "prima cavalleria agema", unità d'élite di cavalleria dell'esercito seleucide, con molti ufficiali ancora fedeli ad Alessandro Bala. Diodoto ottenne quindi rapidamente sostenitori per il proprio pupillo Antioco VI. Quest'ultimo era ancora un bambino di circa quattro anni, interamente controllato dal suo tutore.
Diodoto raggiunse Calcide, ad est di Antiochia. La maggior parte dei combattimenti tra i suoi soldati e i lealisti di Demetrio II venne condotta nella Siria settentrionale, per il controllo delle città dell'area. Nel 143 a.C. Diodoto prese Antiochia. Controllava ormai gran parte della Siria interna, poi Tarso, Mallo e Coracesio in Cilicia, le città costiere a sud di Ardaso, Ortosia, Biblo, Berito, Tolemaide e Dora. Demetrio II e sua moglie Cleopatra Tea si erano ritirati a Seleucia e mantenevano il controllo di Laodicea, Tiro e Sidone, la maggior parte della Cilicia e delle zone periferiche dell'Impero, come Babilonia, ove, dopo che per breve tempo prevalsero i sostenitori di Antioco VI, ci si schierò definitivamente con Demetrio.
In questa convulsa situazione giocarono un ruolo di primo piano gli Stati vassalli di Antiochia, come la Giudea. Lì già nel 167 a.C., durante gli ultimi anni di regno di Antioco IV Epifane, era scoppiata una rivolta indipendentista guidata dalla famiglia dei Maccabei. Questi avevano approfittato delle guerre civili seleucidi, appoggiando ora l'uno ora l'altro contendente al trono, in cambio di maggiore autonomia per la Giudea. L'attuale leader ebraico, Gionata, aveva supportato Alessandro Bala contro Demetrio I, ma dopo la sua caduta era venuto a patti con Demetrio II, per ora allearsi con Diodoto per espellere dalla Palestina i seguaci di Demetrio II. Simone, fratello di Gionata, venne nominato strategos delle terre al confine egiziano sino a Tiro. Gionata procedette alla conquista delle città costiere, che si erano dichiarate a favore di Demetrio II. Ascalona gli si sottomise, mentre Gaza fu posta sotto assedio, costringendo Demetrio II ad inviare una spedizione per costringere i Maccabei a desistere. Lo scontro si consumò presso Tell Hazor, a sud del mare di Galilea, e vide Gionata cadere in una trappola e il suo esercito messo in fuga, ma senza che i siri profittassero della vittoria per inseguirli, venendo invece richiamati a nord. Così Simone poté piegare Beit Zera e occupare Giaffa. Diodoto ora cominciava però a vedere male questi successi, temendo che gli ebrei si svincolassero completamente dal controllo siro. Invitò quindi Gionata ad un incontro e lo fece prigioniero a tradimento. Ancora nel 143 a.C. fece uccidere lui e i suoi figli.
A metà del 142 a.C. Antioco VI Dioniso morì improvvisamente nel corso di un intervento chirurgico. Già all'epoca i più accusarono il generale Diodoto di averlo assassinato, ritenendo di non avere più bisogno di lui per le proprie ambizioni. Invero, Diodoto si pose subito dopo la corona sul capo e assunse il nome regale di Trifone ("il magnifico") e il titolo di "Autokrator", a suo tempo portato da Filippo II di Macedonia e Alessandro Magno. Con tali nomi egli venne riconosciuto come re dai soldati greco-macedoni ad Antiochia o ad Apamea. Ancora nello stesso anno, stando allo storico Ateneo, ottenne una nuova vittoria contro i partigiani di Demetrio II tra Tiro e Tolemaide.

## Antioco VII Sidete contro Diodoto Trifone (138 a.C. - 137 a.C.)
Nel 139 a.C. Demetrio II venne sconfitto e fatto prigioniero dai parti, che avevano occupato la parte orientale dell'Impero seleucide, fino alla Babilonide. Ma Trifone rimase il solo contendente al trono per poco tempo, perché l'anno successivo si fece avanti Antioco Sidete, fratello di Demetrio II, che fino a quel momento si era tenuto lontano dai conflitti dinastici del suo regno.
Antioco ottenne il decisivo supporto di Cleopatra Tea, moglie di Demetrio II, che gli permise di sbarcare con le sue truppe a Seleucia di Pieria. Trifone fu sconfitto una prima volta in battaglia dalle forze di Antioco e costretto a rifugiarsi a Dora, in Fenicia, dove fu assediato fino al 137 a.C. Trifone riuscì ad evadere con uno stratagemma: durante la fuga seminò dietro di sé delle monete d'oro, che i soldati di Antioco si fermarono a raccogliere rallentando l'inseguimento. Fuggì ad Apamea, dove fu nuovamente assediato e morì ancora nel corso del 137 a.C.
Antioco VII Sidete si impose come unico re di Siria e sposò Cleopatra Tea. Fu l'ultimo sovrano seleucide che riuscì a governare con un certo vigore, interrompendo le guerre dinastiche e cercando con un discreto successo di riannettere le regioni che si erano ribellate ai Seleucidi nei precedenti anni, come la Giudea.
Nel 131/130 a.C. Antioco VII iniziò una spedizione per invadere l'Impero dei parti e riconquistare l'Oriente. Dopo iniziali vittorie la campagna si risolse in una disfatta rovinosa e lui stesso cadde in battaglia nel 129 a.C. Il re dei parti, Fraate II, intanto aveva rimesso in libertà il suo prigioniero Demetrio II Nicatore, forse proprio per mettere in difficoltà la posizione di Antioco VII, e quello fece quindi ritorno ad Antiochia e si riprese la moglie Cleopatra Tea e il trono. Ma il suo secondo regno ebbe vita breve

## Alessandro II Zabina contro Demetrio II Nicatore (128 a.C. – 125 a.C.)
Demetrio II si intromise nel conflitto dinastico interno alla famiglia reale egiziana, prendendo partito per la regina Cleopatra II, madre di sua moglie Cleopatra Tea, contro il re Tolomeo VIII Fiscone. Cleopatra II gli aveva promesso un esercito e la corona egiziana. Le truppe di Demetrio furono però sconfitte a Pelusio, al confine con l'Egitto. Tolomeo VIII si vendicò nominando un nuovo pretendente al trono seleucide, Zabina, per far scoppiare una nuova guerra civile in Siria.
Zabina pretendeva di essere figlio adottivo di Antioco VII Sidete oppure un discendente di Alessandro Bala, ma era figlio di un mercante egiziano di nome Protarco. Antiochia, Apamea e altre città, sempre ostili alla tirannia di Demetrio II, riconobbero l'autorità di Zabina, che assunse il nome di Alessandro II.

La battaglia decisiva si consumò nei pressi di Damasco nel 126/125 a.C. Demetrio II fu sconfitto e cercò di rifugiarsi nelle città costiere di Tolemaide e di Tiro, le uniche rimastegli fedeli, ma sua moglie Cleopatra Tea ordinò di chiudergli le porte in faccia e lo fece alfine assassinare.

## Antioco VIII Gripo contro Alessandro II Zabina (124 a.C. – 123 a.C.)
Alessandro II Zabina resse la Siria solo per un paio di anni, in opposizione a Cleopatra Tea e ai figli di Demetrio II. Tolomeo VIII si riappacificò con Cleopatra II e con la di lei figlia Cleopatra Tea, fece sposare la propria figlia Trifena ad Antioco Gripo, figlio di Cleopatra Tea e Demetrio II. Perduto il sostegno egiziano, Alessandro cercò di reperire fondi per reclutare nuove truppe razziando il tempio di Zeus ad Antiochia; tolse dalle mani della statua di Zeus una statuetta d'oro che rappresentava la dea greca della vittoria, Nike, per fonderla, affermando che "la vittoria gli fosse stata data da Zeus". Indignati, gli antiocheni si rivoltarono contro di lui e lo cacciarono dalla città. Cadde nelle mani di briganti che lo consegnarono al suo rivale Antioco VIII Gripo, il quale lo mise a morte nel 123 a.C.
Cleopatra Tea aveva già nel 126 a.C., subito dopo l'uccisione di Demetrio II, incoronato re di Siria suo figlio Seleuco V e governato assieme a lui in opposizione ad Alessandro Zabina. Ma appena un anno dopo si era sbarazzata di lui e l'aveva sostituito con un altro figlio, Antioco VIII Gripo, sperando che fosse più malleabile alla propria influenza. Eliminato Zabina, Gripo costrinse la madre a bere una coppa di vino avvelenato. Rimase quindi il solo re di Siria.

## Antioco IX Ciziceno contro Antioco VIII Gripo (116 a.C. – 111 a.C.)
Nel 116 a.C. fece ritorno in Siria, per avanzare pretese al trono, Antioco Ciziceno, figlio di Cleopatra Tea e Antioco VII e quindi al contempo fratellastro e cugino di Antioco VIII Gripo. Ciziceno era inoltre sposato con una sorella della regina Trifena di nome Cleopatra, che gli aveva portato in dote delle truppe. Gripo fu in un primo momento costretto a fuggire ad Aspendo, in Panfilia, ma nel 112 a.C. riuscì a riconquistare Antiochia. Cleopatra fu catturata e brutalmente assassinata nel tempio di Dafne per ordine di Trifena. L'anno successivo fu Ciziceno a muovere al contrattacco e, catturata Trifena, la fece uccidere per vendicare la moglie. I due contendenti quindi si accordarono per una spartizione del regno: Antioco VIII Gripo mantenne la Siria, ad Antioco IX Ciziceno andò la Celesiria.

## Il tracollo definitivo (104 a.C. – 83 a.C.)
La tregua tra Antioco VIII Gripo e Antioco IX Ciziceno si infranse entro il 104 a.C. e le ostilità proseguirono tra loro e i loro discendenti fino alla dissoluzione del regno (64 a.C.). La Siria frattanto divenne terreno di scontro di una guerra interna alla casa regnante egiziana: la regina Cleopatra III, già madre di Trifena e di Cleopatra IV e quindi suocera sia di Gripo che di Ciziceno, si opponeva alle rivendicazioni al trono del proprio figlio, Tolomeo IX Latiro, fuggito in Celesiria, dove combatteva contro il Regno di Giudea. Cleopatra III, per assicurarsi il sostegno di Antioco VIII Gripo, gli fece sposare un'altra sua figlia, Cleopatra Selene. Lo scontro decisivo si consumò a Tolemaide, nel 102 a.C. I due sovrani seleucidi rimasero spettatori impotenti delle intromissioni dei Tolomei entro i loro confini, né poterono impedire che Marco Antonio Oratore, sempre nel 102 a.C., guidasse una spedizione romana in Cilicia, gettando le basi di quella che poi divenne una provincia romana. Intanto la Siria subiva altresì le scorrerie dei nabatei. 
Nel 96 a.C. Antioco VIII Gripo fu assassinato dal suo ministro Eracleone, il quale si impossessò per qualche tempo di alcune città in Cilicia. Gripo lasciò cinque figli (Seleuco VI, Antioco XI, Filippo I, Demetrio III e Antioco XII), ciascuno dei quali avanzò pretese al trono seleucide. Il primo riuscì a sconfiggere e uccidere lo zio Antioco IX Ciziceno ancora nel 96 a.C., riunificando per breve tempo la Siria sotto il suo dominio. L'anno dopo fu a sua volta sconfitto da suo cugino Antioco X Eusebe, figlio di Ciziceno, e costretto a rifugiarsi in Cilicia. Istituì una propria corte a Mopsuestia e continuò a reclutare mercenari, ma la popolazione, stufa delle esose spese che ciò comportava, gli si rivoltò contro e incendiò la sua residenza, facendolo perire nelle fiamme.
Antioco X Eusebe riuscì a farsi riconoscere come re solo ad Antiochia e nella regione circostante. Cercò faticosamente di respingere i nabatei e i parti, oltre alle pretese dinastiche dei suoi cugini. La data della sua morte è incerta. Lo storico Giuseppe Flavio la colloca attorno al 90 a.C. nel corso di una battaglia contro i parti. Per Appiano invece cadde durante l'invasione armena dell'83 a.C.
Antioco XI Filadelfo e il suo fratello gemello Filippo I Fildelfo si dichiararono all'unisono re di Siria nel 95 a.C., dopo la sconfitta del loro fratello maggiore Seleuco VI. Mossero da nord e assediarono Antiochia, ma il loro cugino Antioco X Eusebe riuscì a sconfiggerli presso il fiume Oronte, ove Antioco XI annegò (92 a.C.).
Per soccorrere Filippo I, il re egiziano Tolomeo IX fece tornare da Cipro Demetrio Euchero, un altro figlio di Antioco VIII Gripo, che riuscì a sconfiggere temporaneamente sia Antioco X Eusebe che i giudei di Alessandro Ianneo. Ma quando anche lui cercò di farsi re di Siria, Filippo I chiese aiuto al re dei Parti Mitridate II, dal quale Demetrio fu sconfitto e catturato (88/87 a.C.). Al suo posto si sollevò a Damasco un altro loro fratello, Antioco XII. Quest'ultimo perì nel corso di una spedizione contro i nabatei, cadendo in un'imboscata presso il Mar Morto, attorno all'82 a.C.
Nel 83 a.C. Filippo I fu scacciato da Antiochia dagli armeni di Tigrane II, che occuparono la Siria. Il re seleucide si rifugiò in Cilicia, dove morì poco tempo dopo. Suo figlio Filippo II continuò a governare in Cilicia, resistendo a Tigrane e avanzando pretese al trono di Antiochia.

## Gli ultimi anni (69 a.C. – 64 a.C.)
Mentre la Siria era occupata dagli ameni, nel 75 a.C. la principessa egiziana Cleopatra Selene, vedova di Antioco X Eusebe, si recò a Roma per chiedere aiuto per mettere sul trono suo figlio Antioco XIII, ma non ottenne ascolto e finì rapita e assassinata per ordine di Tigrane. Solo dopo la sconfitta degli armeni nel 69 a.C. da parte dei romani guidati da Lucio Licinio Lucullo, Antioco XIII Asiatico fu insediato ad Antiochia come re cliente di Roma. Nel 66 a.C. fu però cacciato da un contingente arabo guidato da suo cugino Filippo II Filoromeo. Antioco XIII cadde nelle mani del governatore di Emesa, Samsigeramos. Sia Antioco che Filippo cercarono di ingraziarsi il generale romano Gneo Pompeo, ma questi nel 64 a.C. ridusse la Siria a provincia romana e soppresse l'Impero seleucide. Per suo ordine Antioco XIII fu ucciso da Sampsigeramo.
Filippo II Filoromeo cercò ancora di ottenere un qualche potere, chiedendo la mano della regina egiziana Berenice IV, ma fu fatto uccidere nel 56 a.C. dal governatore romano di Siria Aulo Gabinio. Con lui si estinse la dinastia seleucide.

### Fonti antiche
- Appiano, Le Guerre Siriane
- Diodoro Siculo, La Biblioteca di Storia
- Giustino, Epitome della Storia Filippica di Pompeo Trogo
- Giuseppe Flavio, Delle Antichità Giudaiche
- Polibio, Le Storie
- Livio, Periochae

### Fonti moderne
- A. Bellinger, "The End of the Seleucids", in 'Transactions of the Connecticut Academy of Arts and Sciences', Volume 38, (1949)
- E. Bevan, 'The House of Seleucus', Vol.II (1902)
- E. Bevan, 'The House of Ptolemy' (1927)
- B. Bar-Kochva, 'The Seleucid Army' (1976)
- J. Grainger, 'Rome, Parthia, India' (2013)
- C. Habicht, "The Seleucids and their Rivals" in 'The Cambridge Ancient History', Vol.8 (1989)
- O. Hoover, "A Revised Chronology for the Late Seleucids at Antioch (121/0-64 BC)", in 'Historia' 65/3 (2007)
- O. Hoover, A. Houghton & P. Vesely, "The Silver Mint of Damascus under Demetrius III and Antiochus XII (97/6 BC -83/2 BC)" in AJN Second Series 20 (2008)
- A. Houghton, "The Struggle for Seleucid Succession, 94-92 BC: A new tetradrachm of Antiochus XI and Philip I of Antioch", Schweizenische Numismatische Rundschau, 77 (1998)
- F. Mittag, “Blood and Money. On the loyalty of the Seleucid Army”, in 'Electrum', Vol.14 (2008)